# Rajd RAC 1962
Rajd RAC 1962 (19. RAC International Rally of Great Britain) – 19. edycja rajdu samochodowego Rajd RAC rozgrywanego w Wielkiej Brytanii. Rozgrywany był od 12 do 17 listopada 1962 roku. Była to jedenasta runda Rajdowych Mistrzostw Europy w roku 1962.

## Klasyfikacja rajdu
| Miejsce                      | Kierowca                     | Pilot                        | Samochód                     | Czas                         | Strata                       |                              |
| Klasyfikacja generalna i ERC | Klasyfikacja generalna i ERC | Klasyfikacja generalna i ERC | Klasyfikacja generalna i ERC | Klasyfikacja generalna i ERC | Klasyfikacja generalna i ERC | Klasyfikacja generalna i ERC |
| ---------------------------- | ---------------------------- | ---------------------------- | ---------------------------- | ---------------------------- | ---------------------------- | ---------------------------- |
| 1.                           | Erik Carlsson                | David Stone                  | Saab 96                      | 3:24                         | 0.0                          |                              |
| 2.                           | Paddy Hopkirk                | Jack Scott                   | Austin-Healey 3000           | 4:24                         | +1:00                        |                              |
| 3.                           | Pat Moss-Carlsson            | Pauline Mayman               | Austin-Healey 3000           | 5:14                         | +1:50                        |                              |
| 4.                           | Ian Lewis                    | David Mabbs                  | Sunbeam Rapier               | 5:49                         | +2:25                        |                              |
| 5.                           | Rauno Aaltonen               | Tony Ambrose                 | Morris Mini Cooper           | 5:52                         | +2:28                        |                              |
| 6.                           | Henry Taylor                 | Brian Melia                  | Ford Anglia                  | 5:54                         | +2:30                        |                              |
| 7.                           | Timo Mäkinen                 | John Steadman                | Mini Cooper                  | 6:34                         | +3:10                        |                              |
| 8.                           | Gunnar Andersson             | Douglas Johns                | Volvo 122 S                  | 6:37                         | +3:13                        |                              |
| 9.                           | Jean-Jacques Thuner          | John Gretener                | Triumph TR4                  | 7:10                         | +3:46                        |                              |
| 10.                          | Sylvia Österberg             | Cecile Pattison              | Volvo 122 S                  | 7:22                         | +3:58                        |                              |